# نيك سورنسن
نيك سورنسن (بالإنجليزية: Nick Sorensen)‏ هو لاعب كرة قدم أمريكية أمريكي، ولد في 31 يوليو 1978 في وينتر هافن في الولايات المتحدة.

## وصلات خارجية
- نيك سورنسن على موقع مرجع كرة القدم المحترفة.كوم (الإنجليزية)